# Chichacori
Chichacori (en quechua chichaku, que significa chigoe pulga (Tunga penetrans), -(i)ri un sufijo aimara; Chichakuri) es un sitio arqueológico en Perú que consta de tumbas de piedra (chullpa), muros, casas y plazas del Reino colla. El lugar fue declarado Patrimonio Cultural de la Nación por Resolución Directoral Nacional n.º 296/INC-2003 del Instituto Nacional de Cultura el 16 de mayo de 2003. Chichacori se ubica en el distrito de Ollachea, provincia de Carabaya, dentro del departamento de Puno a una altitud de unos 2.800 m (9.200 pies).